# Александер Лер
Александер Лер (Дробета-Турну Северин, 20. мај 1885 — Београд, 26. фебруар 1947) био је аустријско-немачки генерал ваздухопловства. Током 1930-их Лер је био командант Аустријског ратног ваздухопловства, а после Аншлуса је примљен у Луфтвафе. Лер је био један од тројице бивших аустријских официра (поред Ерхарда Рауса и Лотара Рендулића) који су унапређени у чин генерал-пуковника немачког Вермахта. Током Другог светског рата био је командант 4. ваздухопловне флоте, која је бомбардовала Варшаву и Београд. Учествовао је у борбама за Крит и на Источном фронту, пре него што је 1942. постављен за команданта Југоистока. Творац је планова операција Вајс и Шварц. Командовао је групом армија Е при повлачењу од Грчке кроз Југославију. Партизани су га заробили маја 1945. године. Осуђен је за ратне злочине и стрељан 26. фебруара 1947. године.

## Биографија
Александер Лер, са надимком Саша (Sascha), рођен је 20. маја 1885. у Турну Северину. Отац му је био Немац протестант, мајка Рускиња. Одлично је говорио руски, српски, румунски и мађарски језик. Средњу школу похађао је у Панчеву.
У Првом светском рату учествује као Аустријанац и командује аустроугарским батаљоном против Срба. Био је два пута рањаван. Једно време је био командант 85. пешадијског пука стационираног у Вишеграду. Чин мајора је добио на крају Првог светског рата.
Након рата, активно усавршава своја војничка знања. У чин потпуковника је унапређен 1921, а у чин пуковника 1928. Чин генерал-мајора добија 1934. Био је главни Хитлеров повереник у Аустрији и припремао Хитлеров долазак на власт. По Аншлусу Аустрије 1938. Лер је постао командант немачке ваздухопловне флоте на територији Аустрије (Kommandeur Luftwaffenkommando Ostmark). Убрзо је унапређен у чин генерал-лајтнанта 24. марта 1938.
Командант 4. немачке ваздухопловне флоте је постао 1939. Као командант флоте учествовао је у нападу на Пољску септембра 1939. Као заслуге за муњевити слом Пољске од Хитлера је добио „Коњички крст” и „Крст за храброст”, а од Хермана Геринга је добио „Златни летачки крст”.
Његова авијација је садејствовала у борбама на западном фронту (Француска, Белгија, Холандија)
Као заповедник 4. ваздухопловне флоте учествовао је у нападу на Југославију априла 1941. (руководио је бомбардовањем Београда) и командовао је у нападу на Грчку (Крит) и на СССР.
Чин генерал-пуковника је добио на Криму 3. маја. 1941. године. Од августа 1942. командује 12. армијом на Балкану као командант немачких трупа на Југоистоку. Као командант Југоистока организовао је две веће операције против устаника у Босни и Херцеговини (Операција Вајс) и у Црној Гори (Операција Шварц)
Дана 1. јануара 1943. 12. армија преформирана је у Групу армија Е, а Лер је постављен за команданта. На њеном челу остао је до краја рата. Командант Југоистока био је до 26. августа 1943, када је формиран штаб Групе армија Ф у Београду под командом Максимилијана фон Вајхса, којој је Група армија Е потчињена. Зона одговорности Лерове армијске групе ограничена је на Грчку. Од септембра 1944. руководио је повлачењем немачких трупа из Грчке и Албаније кроз Југославију. Марта 1945. учествовао је са делом својих снага у неуспешној немачкој противофанзиви у Мађарској. Крајем марта исте године, укидањем штаба Групе армија Ф, поново је постављен за команданта Југоистока, а средином априла његово командно подручје се проширује до реке Соче.
Крајем априла под његову команду стављен је 97. корпус у Истри из састава групе армија Ц.
Лер се предао Југословенској армији 9. маја у Тополшици и потписао је капитулацију своје војске. Заробљеним Немцима су остављена возила да би себи доносили храну. Стража је била слаба и Лер је 12. маја побегао. После тога је радиом повукао капитулацију своје војске и побегао у Аустрију и предао се Британцима у Фелкермаркту. Међутим Британци су га поново изручили Југословенској армији.
У војном затвору у Београду је провео од јуна 1945. до фебруара 1947. Суђено му је на процесу против високих немачких команданата и заповедника у Југославији од 5. до 13. фебруара 1947. пред Војним судом 3. Југословенске армије у Београду. Као ратни злочинац осуђен је на смртну казну.
У затвору је од 1945. до 1947. написао сећања о ратним операцијама и боравку у Југославији од 1941. до 1945.
Стрељан је 26. фебруара 1947. у Београду.

## Послератне контраверзе
У бечкој цркви која припада Министарству одбране Аустрије 1955. године постављена је на Дан свих светих спомен плоча Александру Леру у знак сећања „… због своје скромности и хуманости, војсковође старог аустријског стила…”. Постављена је на зиду са именима других палих у рату током 1939—1945. Плочу су цркви даровали припадници Аеро клуба под изговором да то не чине због величања њега као ратног злочинца, већ као човека високих професионалних способности и одговорности. Плоча је убрзо из протеста била испрскана црвеном бојом, али није уклоњена до 1986. године у време избијање афере око нацистичке прошлости Курта Валдхајма. Убрзо је враћена, да би била демонтирана 19. фебруара 2015. године.

## Сибила Лер
Унука Лерова, Сибила (рођена у Немачкој) постала је монахиња Српске православне цркве. Под новим монашким именом — Јована, живи у женском манастиру Манастир Соко код Љубовије. Потиче из старе аристократске немачке породице која је припадала протестантско-евангелистичкој цркви.